# Микроархитектура
 Тази статия е за организацията на инструкциите в процесора.  За по-общата теория вижте Компютърна архитектура.  
Микроархитектура (наричана също компютърна организация) е начинът, по който е реализиран наборът от инструкции в конкретния централен процесор. Даден набор от инструкции може да бъде реализиран с различни микроархитектури, като реализациите варират поради различните цели на дизайна или поради напредъка на технологиите.